# Earache Records
Earache Records és un segell discogràfic anglès amb seu a Nottingham i oficines a Londres i Nova York. El segell va ser pioner en l'extreme metal publicant els primers discos de grindcore i death metal entre finals dels anys 1980 i mitjans dels 1990. El logotip de l'empresa és un homenatge a la revista Thrasher, ja que el seu fundador, Digby Pearson, era un entusiasta de la cultura del monopatí.

## Història
Earache va ser fundat l'any 1985 per Digby Pearson, qui abans de crear el segell havia publicat Anglican Scrape Attic, una recopilació de punk hardcore i crossover thrash que incloïa Hirax, Lipcream i Concrete Sox. El primer llançament oficial d'Earache Records en vinil el 1987, amb el número de catàleg MOSH 1, va ser The Return of Martha Splatterhead de The Accüsed, seguit per un LP compartit de Concrete Sox i Heresy. La primera edició important del segell va ser l'Scum de Napalm Death, a qui John Peel va promocionar des de BBC Radio 1. Després d'això, Earache Records va publicar moltes bandes de les escenes emergents de grindcore i death metal, com Morbid Angel, Carcass, Entombed, Bolt Thrower i Terrorizer.
El segell també disposa de diversos subsegells com Wicked World Records, Elitist Records, Sub Bass Records i el ja desaparegut Necrosis Records.